# Šarūnas Laužikas
Šarūnas Laužikas (* 17. November 1953 in Šilutė) ist ein litauischer Politiker.

## Leben
1975 absolvierte er das Diplomstudium der Handelswirtschaft an der Vilniaus universitetas. Seit 1995 ist er Mitglied im Rat von Šilutė.
Von 1995 bis 2000 war er Bürgermeister der Rajongemeinde Šilutė, 2002 Direktor von AB „Juknaičiai“, Inhaber von „Ventainė“, von 2007 bis 2011 Administrationsdirektor der Rajongemeinde.
Seit 2012 ist er Stellvertretender Bürgermeister.
Ab 1993 ist er Mitglied von Tėvynės sąjunga - Lietuvos krikščionys demokratai.
Er ist verheiratet. Mit Frau Beatričė hat er den Sohn Martynas und die Töchtern Beatričė und Rūta.

## Quelle
- 2011 m. Lietuvos savivaldybių tarybų rinkimai

| Personendaten    | Personendaten         |
| ---------------- | --------------------- |
| NAME             | Laužikas, Šarūnas     |
| KURZBESCHREIBUNG | litauischer Politiker |
| GEBURTSDATUM     | 17. November 1953     |
| GEBURTSORT       | Šilutė                |